# Baudona borneotica
Baudona borneotica är en skalbaggsart som beskrevs av Stefan von Breuning 1969. Baudona borneotica ingår i släktet Baudona och familjen långhorningar. Inga underarter finns listade.